# Gigaspermum mouretii
Gigaspermum mouretii là một loài Rêu trong họ Gigaspermaceae. Loài này được Corb. mô tả khoa học đầu tiên năm 1913.